# Wingo (Kentucky)
Wingo es una ciudad ubicada en el condado de Graves en el estado estadounidense de Kentucky. En el Censo de 2010 tenía una población de 632 habitantes y una densidad poblacional de 248,49 personas por km².

## Geografía
Wingo se encuentra ubicada en las coordenadas 36°38′29″N 88°44′28″O / 36.64139, -88.74111. Según la Oficina del Censo de los Estados Unidos, Wingo tiene una superficie total de 2.54 km², de la cual 2.53 km² corresponden a tierra firme y (0.71%) 0.02 km² es agua.

## Demografía
Según el censo de 2010, había 632 personas residiendo en Wingo. La densidad de población era de 248,49 hab./km². De los 632 habitantes, Wingo estaba compuesto por el 89.08% blancos, el 7.12% eran afroamericanos, el 0.16% eran amerindios, el 0.16% eran asiáticos, el 0% eran isleños del Pacífico, el 0.32% eran de otras razas y el 3.16% pertenecían a dos o más razas. Del total de la población el 1.27% eran hispanos o latinos de cualquier raza.